# 紅雪松 (新澤西州)
紅雪松（英語：Ho-Ho-Kus）是位於美國新澤西州伯根縣的自治市鎮。

## 人口
根據2020年美國人口普查的數據，紅雪松的面積為4.53平方千米，當中陸地面積為4.51平方千米，而水域面積為0.02平方千米。當地共有人口4258人，而人口密度為每平方千米940人。